# Rhamphomyia fixus
Rhamphomyia fixus är en tvåvingeart som först beskrevs av Harris 1776.  Rhamphomyia fixus ingår i släktet Rhamphomyia och familjen dansflugor. Inga underarter finns listade i Catalogue of Life.